# Troubadour (альбом)
Troubadour — четвёртый студийный альбом Джей Джей Кейла, выпущенный в 1976 году. Альбом попал в чарт Billboard 200, где добрался до 84 строчки, а сингл с открывающей альбом «Hey Baby» попал на 96 строчку чарта Billboard Hot 100. Другими синглами с альбома стали «Cocaine» и «Travelin’ Light».
В 1977 году Эрик Клэптон записал кавер-версию песни «Cocaine» для своего альбома Slowhand, превратив её в один из своих главных хитов. Позднее, он записал кавер-версию «Travelin’ Light» для своего альбома 2001 года Reptile. «Travelin’ Light» также была переиграна американской джем-рок группой Widespread Panic на их дебютном альбоме 1988 года Space Wrangler.

## Список композиций
- Все песни написаны Джей Джей Кейлом, кроме «I’m a Gypsy Man», написанной Сонни Кёртисом.

| №   | Название                  | Длительность |
| --- | ------------------------- | ------------ |
| 1.  | «Hey Baby»                | 3:11         |
| 2.  | «Travelin’ Light»         | 2:50         |
| 3.  | «You Got Something»       | 4:00         |
| 4.  | «Ride Me High»            | 3:34         |
| 5.  | «Hold On»                 | 1:58         |
| 6.  | «Cocaine»                 | 2:48         |
| 7.  | «I’m a Gypsy Man»         | 2:42         |
| 8.  | «The Woman That Got Away» | 2:52         |
| 9.  | «Super Blue»              | 2:40         |
| 10. | «Let Me Do It to You»     | 2:58         |
| 11. | «Cherry»                  | 3:21         |
| 12. | «You Got Me On So Bad»    | 3:17         |

## Участники записи
- Джей Джей Кейл — вокал, гитара, фортепиано
- Чарльз Данги — бас-гитара на песнях 1 и 9
- Томми Когбилл — бас-гитара на песнях 2,5,8, 10-12
- Джо Осборн — бас-гитара на 6 песняе
- Билл Раффенсбергер — бас-гитара на 7 песне
- Карл Химмель — ударные на песнях 1,2,4 и 9
- Кенни Баттри — ударные на песнях 3,6,8 и 10
- Бадди Хармен — ударные на песнях 5 и 12
- Джимми Карштейн — ударные на 7 песне
- Кенни Мэлоун — ударные на 11 песне
- Гордон Пейн — гитара на 8 песне
- Чак Браунинг — гитара на 8 песне
- Реджи Янг — ритм-гитара на песнях 1,6 и 9
- Гарольд Бредли — ритм-гитара на 2 песне
- Билл Ботман — ритм-гитара на 7 песне
- Даг Бартенфелд — гитара
- Ллойд Грин — стил-гитара на песнях 1 и 9
- Бадди Иммонс — стил-гитара на 5 песне
- Фаррелл Моррис — перкуссия на песнях 2,9 и 11
- Оди Эшфорт — перкуссия на 3 песне
- Джи Ай Эллисон — перкуссия на 7 песне
- Дон Твиди — ARP
- Бобби Вудс — Фортепиано на 8 песне
- Билл Пёрселл — Фортепиано на 12 песне
- Джордж Тайдуэлл — труба на 10 песне
- Деннис Гуд — тромбон на 10 песне
- Билли Пьюетт — саксофон на 10 песне